# I bastardi di Pizzofalcone (romanzo)
I bastardi di Pizzofalcone è un romanzo giallo dello scrittore italiano Maurizio De Giovanni del 2013.
Il romanzo è il primo tra quelli ambientati nel commissariato di Pizzofalcone, ma il secondo con protagonista l'ispettore Giuseppe Lojacono.

## Trama
Napoli. Il commissariato di polizia di Pizzofalcone è allo sbando, quattro agenti implicati nel traffico di droga sono stati allontanati. Verranno rimpiazzati dagli scarti dei contigui uffici.
Il nuovo commissario è Luigi Palma, quarantenne dal temperamento gioviale, un tranquillo divorzio alle spalle ed un interesse esclusivo per il lavoro.
Giuseppe Lojacono, allontanato ingiustamente dalla sua Sicilia, è il più brillante tra gli ispettori anche se la sua condizione familiare è deprimente. Francesco Romano e la giovane agente Alessandra Di Nardo sono stati trasferiti a causa dei loro modi troppo rudi, mentre al raccomandato Marco Aragona è data l'ultima possibilità di restare in polizia.
Della vecchia squadra di Pizzofalcone sono sopravvissuti solamente l’anziano Giorgio Pisanelli e la quarantenne Ottavia Calabrese, ciascuno con seri problemi familiari. Un gruppo accomunato dal fatto di non avere niente da perdere che per questo affronterà la prima indagine con inattesa serietà: scoprire chi ha ucciso la ricca benefattrice Cecilia Festa, moglie di un famoso notaio.

## Edizioni
- Maurizio De Giovanni, I bastardi di Pizzofalcone, Stile Libero Big, Einaudi, 2013,  p. 328, ISBN 9788806215736.